# Didier Dinart
Didier Dinart, né le 18 janvier 1977 à Pointe-à-Pitre en Guadeloupe, est un joueur international puis entraîneur français de handball. Longtemps considéré comme le meilleur défenseur au monde, il est l'un des handballeurs les plus titrés de la planète.
Sélectionné 379 fois en équipe de France entre 1996 et 2013, Didier Dinart est double champion olympique (2008 et 2012), triple champion du monde (2001, 2009 et 2011) et double champion d'Europe (2006 et 2010). En clubs, avec le Montpellier Handball puis le BM Ciudad Real, il a notamment remporté quatre Ligues des champions, onze championnats nationaux et dix-huit coupes nationales.
Après avoir arrêté sa carrière de joueur en 2013, sa première expérience d'entraîneur est auprès de l'équipe de France, tout d’abord uniquement sur les aspects défensifs, puis en tant qu'entraîneur-adjoint de Claude Onesta et enfin comme entraîneur principal. Il permet ainsi à l'équipe de France de remporter le Championnat du monde 2017 disputé en France mais est démis de ses fonctions trois ans plus tard après le fiasco au Championnat d'Europe 2020. Il est actuellement entraîneur de l'US Ivry et sélectionneur du Monténégro.

## Biographie

### Handballeur de club
Né le 18 janvier 1977 à Pointe-à-Pitre en Guadeloupe, il commence le handball à quatorze ans, tout simplement parce que son frère en faisait. Mesurant déjà 1,86 m, il ne passe pas inaperçu et est repéré par l'ancien joueur et conseiller technique régional Eddy Couriol qui l'encourage, deux ans seulement après avoir couché sa signature sur sa première licence, à rejoindre la sport-études de Dijon : « J'êtais prêt à tout pour venir jouer en Métropole, confie-t-il. C'est pourquoi je n'ai pas eu d'état d'âme au moment de quitter mon Île. ». Il commence initialement comme attaquant et signe son premier contrat professionnel au Dijon Bourgogne Handball, alors en deuxième division.
C'est au Montpellier Handball, qu'il rejoint en 1996, que l'entraîneur Patrice Canayer le formera sur la défense et où il exprimera très vite sa puissance physique et son intelligence de jeu. Et c'est Daniel Costantini qui l'a fait progresser et évoluer à ce poste. Il est ainsi élu au moins à deux reprises meilleur défenseur du championnat de France, en 2001-2002 et 2002-2003. Il participe ainsi à la domination du club héraultais sur la scène nationale avec cinq titres de champion de France et cinq Coupes de France. Il quitte Montpellier en 2003 auréolé de sa première Ligue des champions.

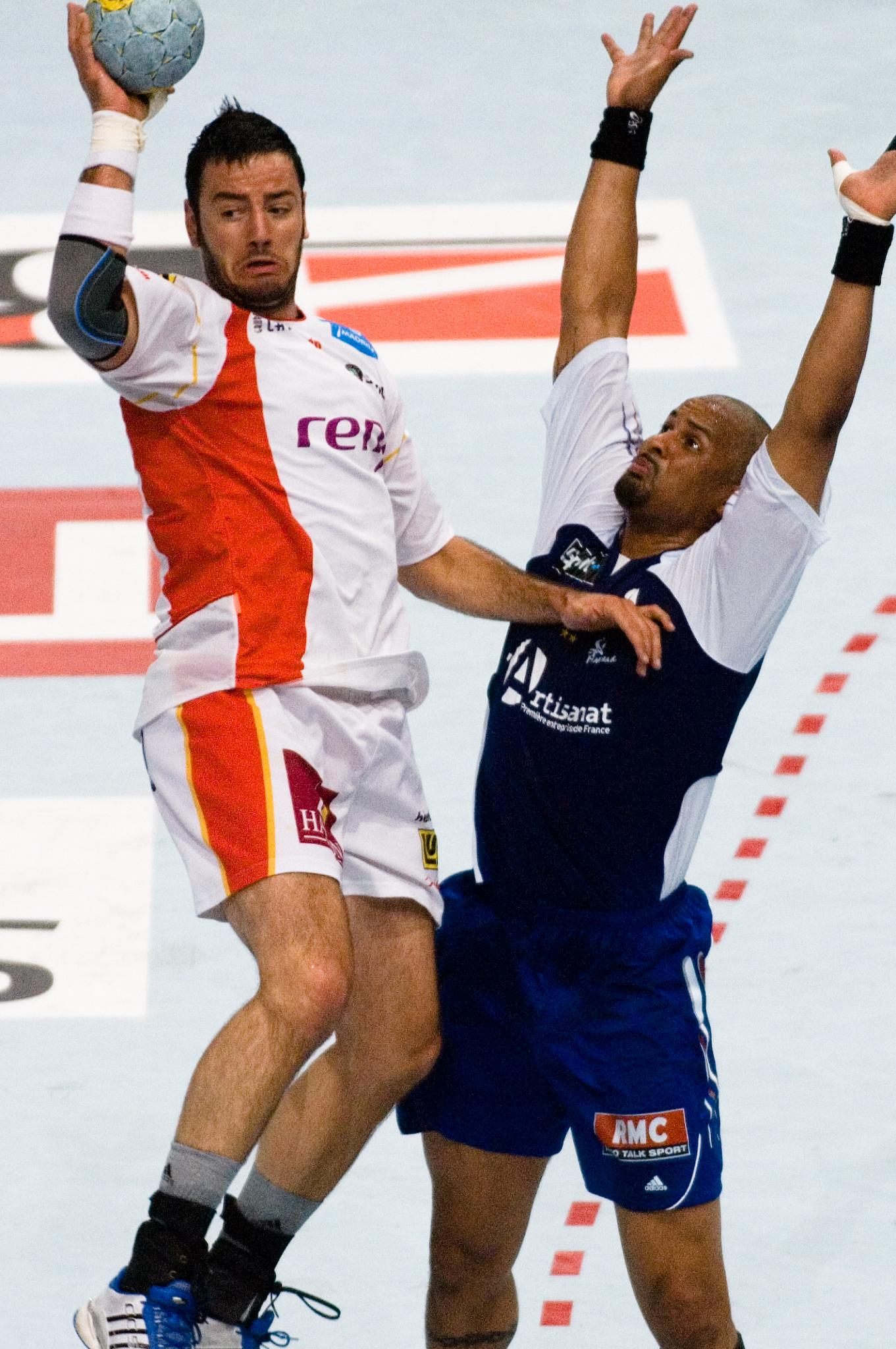
Didier Dinart face à Iker Romero en 2008.

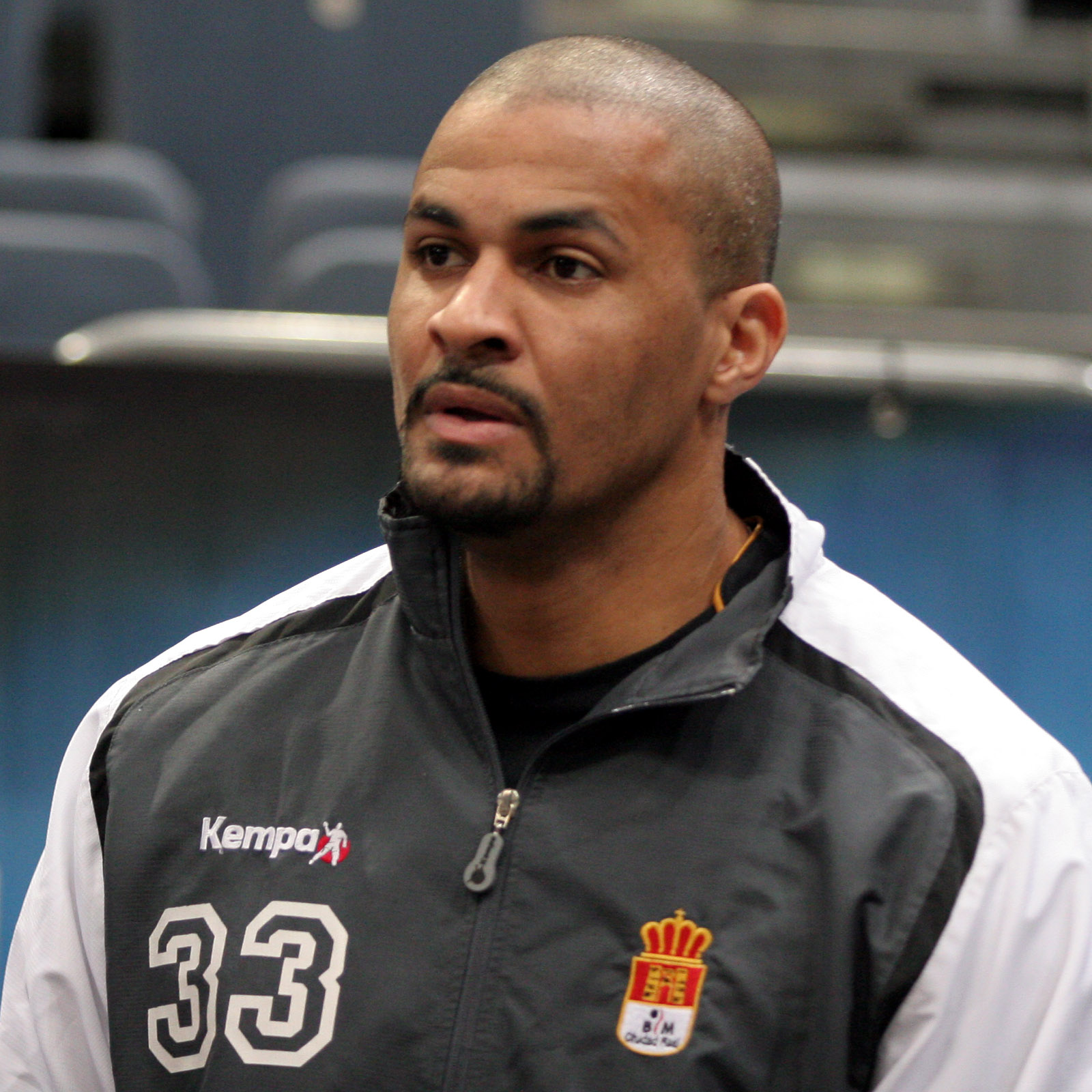
Didier Dinart avec Ciudad Real en 2008.

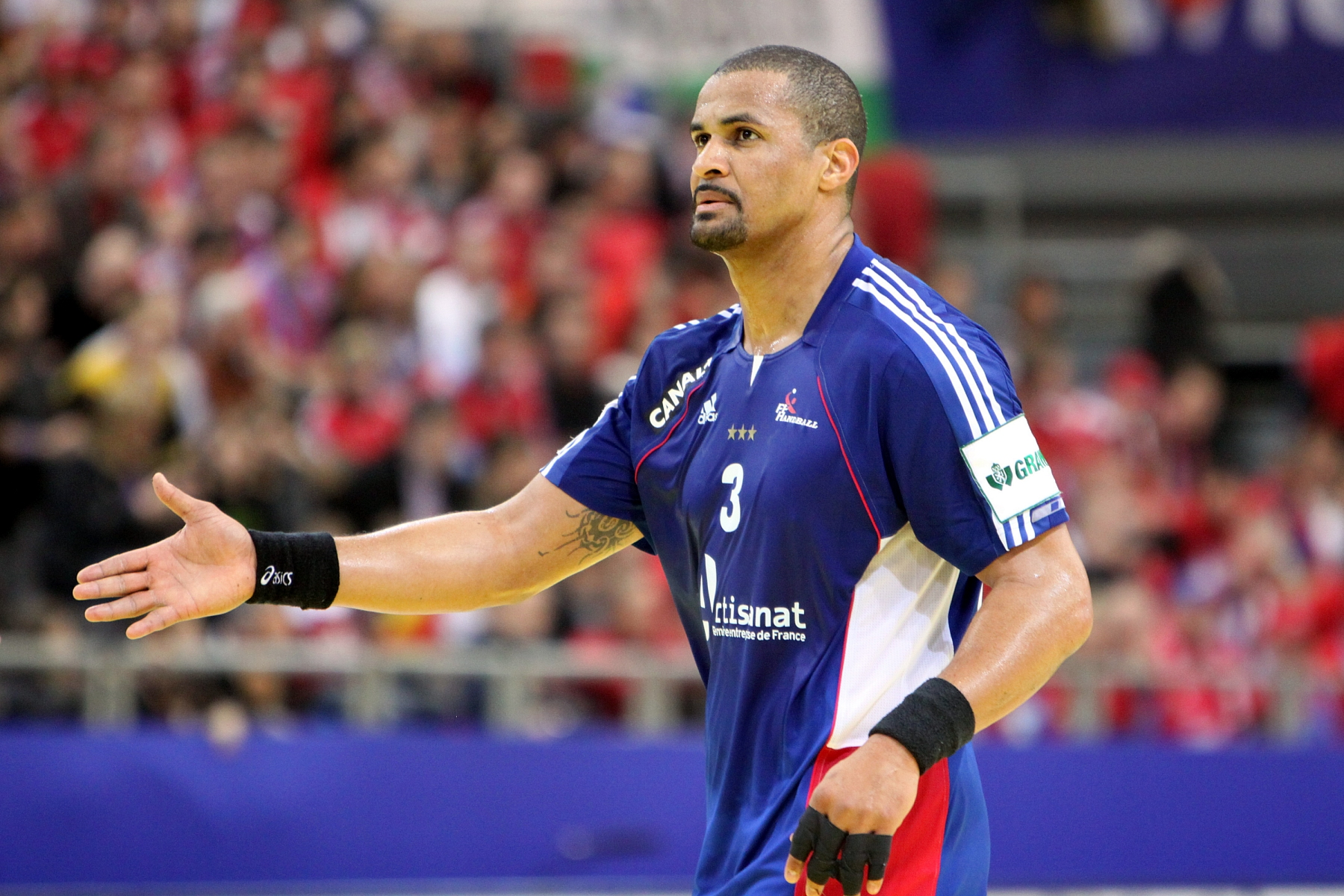
Didier Dinart en 2010.

Il prend en effet la direction du club espagnol du BM Ciudad Real, le meilleur club européen de la décennie. Surnommé un temps le « boucher », sous la coupe des entraîneurs Juan de Dios Román puis Talant Dujshebaev du BM Ciudad Real, il prend une réelle envergure au point de devenir le meilleur défenseur du monde. Il atteint la finale de la Ligue des Champions à six autres reprises, remportant la compétition par trois fois. Parallèlement, il remporte cinq titres de champion d'Espagne, cinq Coupes ASOBAL et trois Coupes du Roi.

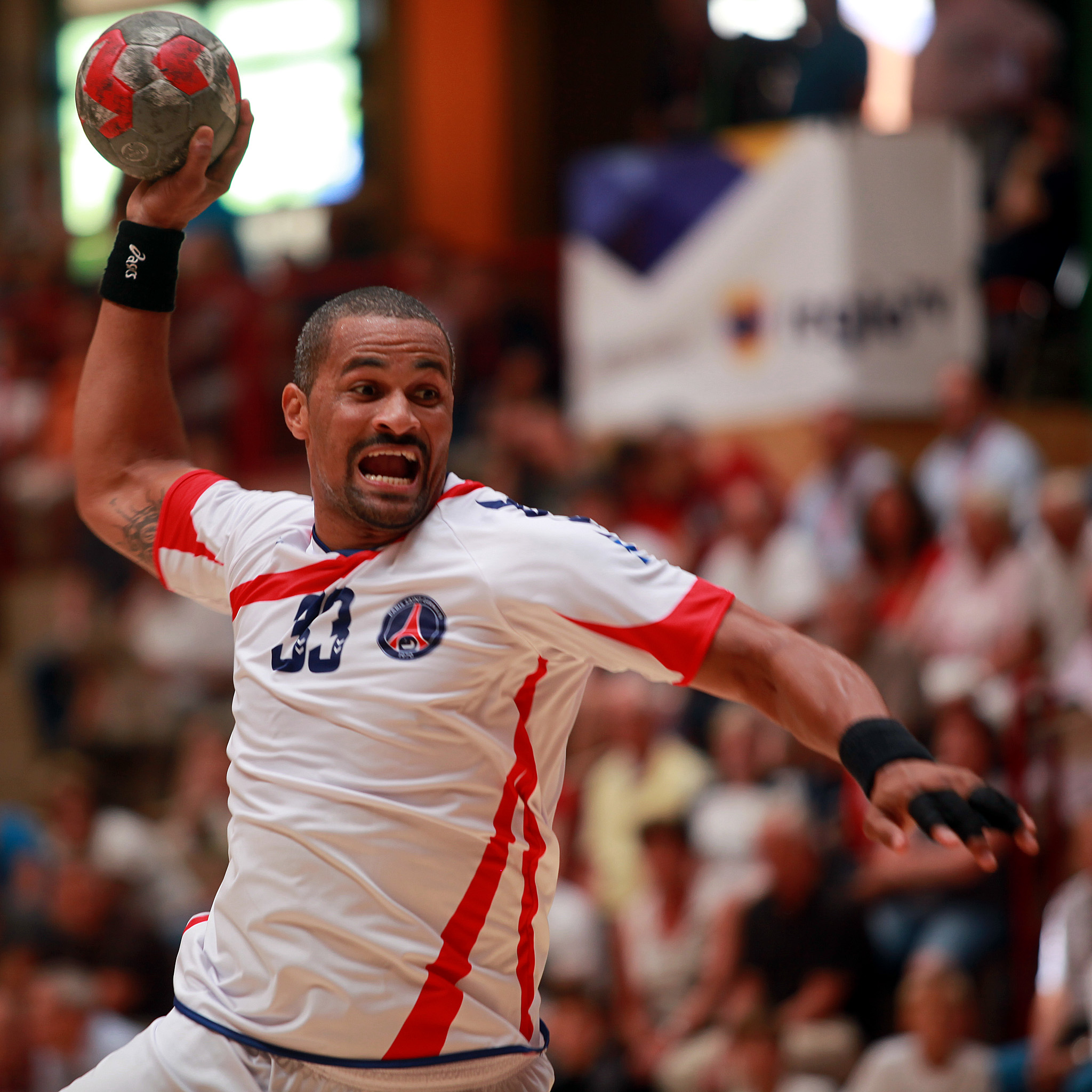
Didier Dinart avec le PSG en 2012.

Enfin, à l'été 2012, il rejoint pour une durée d'un an le Paris Saint-Germain Handball fraîchement racheté par Qatar Investment Authority. À l'issue d'une saison qui l'a vu remporter son onzième championnat national, il prend sa retraite de joueur.

### En équipe nationale
Joueur indispensable de l'équipe de France, il connaît sa première sélection le 20 décembre 1996 contre la Croatie.

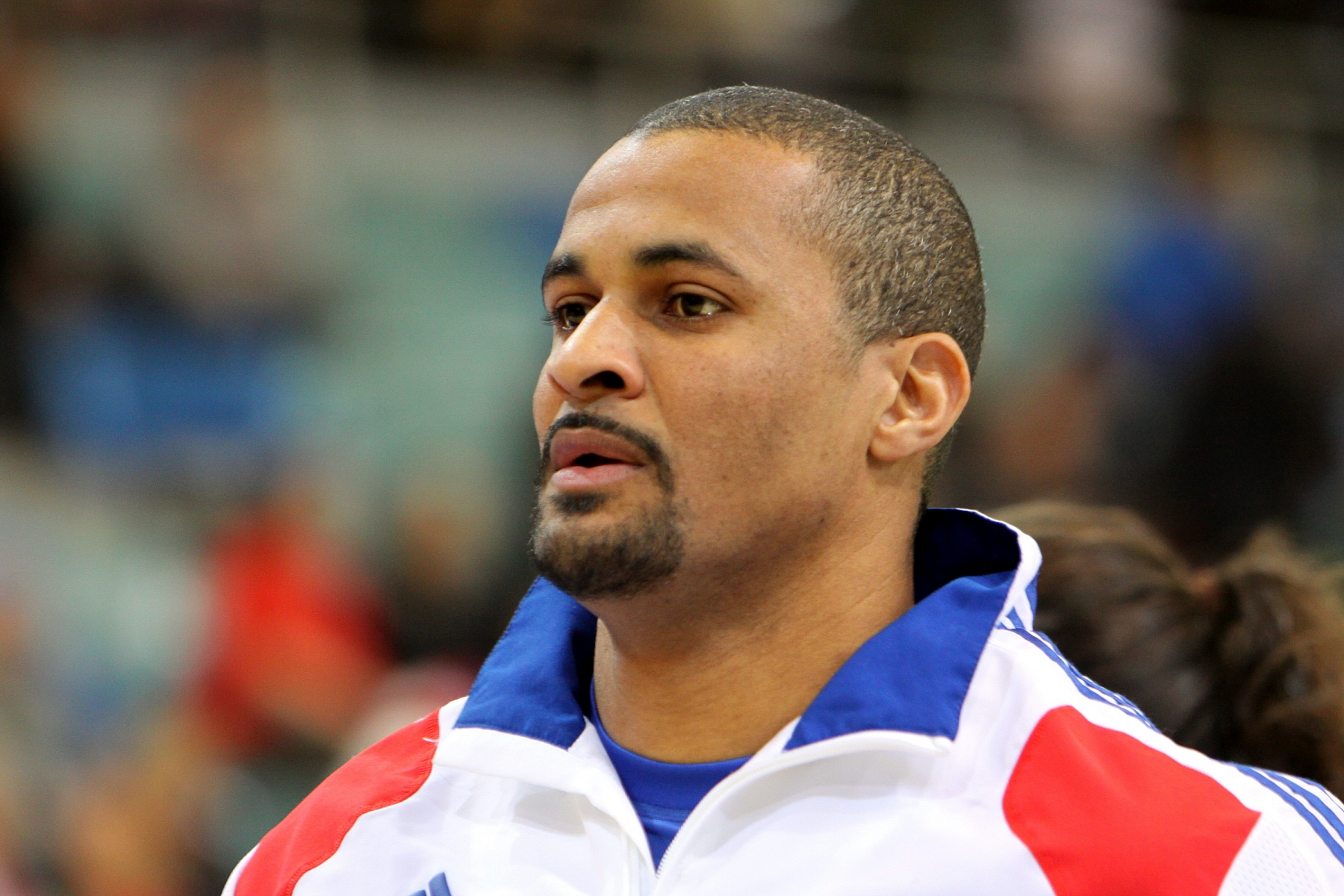
Didier Dinart avec l'équipe de France en 2010.

Évoluant d'abord en attaque, il se spécialise peu à peu dans les tâches défensives au point de devenir l'un des meilleurs défenseurs du monde. Il a ainsi remporté à au moins deux reprises toutes les grandes compétitions internationales : Champion du monde en 2001, il doit toutefois attendre 2006 pour remporter un nouveau titre, le Championnat d'Europe en Suisse. Fer de lance de la défense de l'équipe de France, il est l'un des cadres des Experts qui enchaîne quatre titres majeurs consécutifs. Après avoir remporté l'or olympique à Pékin, entrant dans le cercle très fermé des joueurs ayant remporté les trois compétitions majeures, il devient à nouveau champion du monde en 2009 en battant en finale les Croates qui évoluaient pourtant à domicile. L'année suivante, Dinart et les français sortent vainqueurs de l'Euro 2010 et deviennent ainsi la première nation à détenir simultanément les trois titres majeurs. Cette domination est confirmée par deux autres médailles d'or, au Mondial en 2011 puis aux JO de Londres. À l'issue du championnat du monde 2013, il met un terme à sa carrière internationale. Sélectionné à 379 reprises, il est le troisième joueur le plus capé de l'histoire de l'équipe de France derrière Jackson Richardson (417 sélections) et Jérôme Fernandez (390 sélections) mais devant Nikola Karabatic et Thierry Omeyer.

### La vie d'encadrant technique
Après sa carrière de joueur, il intègre en 2013 la Direction Technique Nationale de la FFHB, notamment en vue d'apprendre aux joueurs des équipes de France junior et jeunes les schémas défensifs qu'ils retrouveront en France A. Aux côtés d'Éric Quintin, il contribue ainsi à la première victoire de l'équipe de France jeunes lors d'une compétition internationale à l'occasion du Championnat d'Europe en 2014.
Il intègre également l'encadrement de l'équipe de France, tout d’abord uniquement sur les aspects défensifs, puis en tant qu'entraîneur-adjoint de Claude Onesta  après le départ de Sylvain Nouet à l'automne 2014 et enfin depuis septembre 2016 comme entraîneur principal en étant secondé par Guillaume Gille
En 2016, il devient sélectionneur de l'équipe de France. Sous sa direction et celle de son adjoint Guillaume Gille, lors du championnat du monde 2017 en France, les Experts remportent leur sixième titre planétaire.
Le 15 mars 2017, il est élu meilleur entraîneur d’une équipe masculine pour l'année 2016 par l'IHF. Il est distingué une deuxième fois en juillet 2019 pour l'année 2018. Il a entre-temps conduit l'équipe de France au Championnat d'Europe 2018 puis au Championnat du monde 2019 avec à la clé deux médailles de bronze.
Néanmoins, lors de ces deux compétitions, l'équipe de France n'a pas semblé être en mesure de s'imposer lors des demi-finales. Puis, au Championnat d'Europe 2020, les Bleus sont éliminés dès le premier tour. S'il est malgré tout conforté à son poste d'entraîneur le lendemain par le DTN Philippe Bana et le président de la Fédération Joël Delplanque, il est finalement démis de ses fonctions deux semaines plus tard, d'autant que la relation de Dinart avec la majorité de ses joueurs s'était aussi érodée,. Cinq mois plus tard, il s'exprime sur cette éviction et critique notamment la manière dont cela a été géré par les instances françaises : « J'ai la sensation de ne pas avoir bénéficié du même traitement que Daniel Costantini et Claude Onesta. Daniel est resté six ans sans gagner de titre entre 1995 et 2001, Claude a mis cinq années à remporter son tout premier en 2006, en récupérant pourtant une équipe championne du monde. Moi, titré dès mon premier Mondial comme entraîneur principal, on me remercie sans ménagement à l'issue de l'Euro, seule compétition que je n’aurai pas terminée sur le podium à la tête des Bleus... J'ai du mal à comprendre ce 'deux poids, deux mesures' »,.
En septembre 2021, alors que des rumeurs l'envoyait vers l'Arabie saoudite, il est nommé manager général du Cavigal Nice Handball aux côtés de l'entraîneur Eduard Fernández Roura, son ancien coéquipier à Ciudad Real, illustrant les nouvelles ambitions du club. En décembre 2021, il est bien nommé à la tête de l'équipe nationale d'Arabie saoudite mais quitte son poste après avoir conduit les Saoudiens à une médaille de bronze au Championnat d'Asie 2022. Puis Dinart quitte son poste à Nice en mars 2022, précisant dans un entretien à L'Equipe que « les conditions de développement du club n'étaient pas réunies pour la mise en action de ce projet pour le moment ». D'ailleurs, le club Niçois est rétrogradé en D2 à l'été 2022 à cause d'énormes problèmes financiers
Il est nommé en janvier 2023 entraîneur de l'US Ivry, club qu'il parvient à maintenir en D1.
Le 30 avril 2023, il entre dans le Hall of Fame du handball français.
En novembre 2024, il est désigné sélectionneur du Monténégro avec pour mission de l'emmener à l'Euro 2026. En mai 2025, il parvient à remplir cet objectif après une victoire (33-28) face à la Finlande.

### Vie privée et divers
En septembre 2012 sort son livre Secrets d'un Champion : Défendre son rêve retraçant son enfance difficile en Guadeloupe jusqu'à la première marche du podium olympique de Londres en 2012.
Il a une réputation de farceur et de personne réservée.
Il a une fille prénommée Devon-Gabrielle et un garçon, Alejandro.

## Résultats en tant que joueur

### En clubs
Compétitions internationales
- Ligue des champions
  - Vainqueur (4) : 2003 (avec Montpellier Handball), 2006, 2008 et 2009 (avec BM Ciudad Real)
  - Finaliste en 2005, 2011 et 2012
- Vainqueur de la Supercoupe d'Europe (3) : 2005, 2006 et 2008[NB 1]
- Vainqueur de la Coupe du monde des clubs (2) : 2007 et 2010[NB 1]

Compétitions nationales
- Vainqueur du Championnat de France (6) : 1998, 1999, 2000, 2002, 2003 (avec Montpellier Handball), 2013 (avec Paris SG)
- Vainqueur de la Coupe de France (5) : 1999, 2000, 2001, 2002, 2003 (avec Montpellier Handball)
- Championnat d'Espagne
  - Vainqueur (5) : 2004, 2007, 2008, 2009, 2010
  - Vice-champion (5) : 2005, 2006, 2011, 2012, 2013
- Coupe du Roi
  - Vainqueur (3) : 2008, 2011, 2012
  - Finaliste (4) 2004, 2006, 2007, 2009
- Vainqueur de la Coupe ASOBAL
  - Vainqueur (6) : 2004, 2005, 2006, 2007, 2008, 2011
  - Finaliste (1) 2010
- Vainqueur de la Supercoupe d'Espagne (4) : 2005, 2007, 2011, 2011[NB 1]

### En équipe de France
Didier Dinart cumule 379 sélections pour 162 buts marqués (dont 5 jets de 7 mètres) entre le 29 novembre 1997 contre la Rép. tchèque et le 28 janvier 2013 contre la Croatie au championnat du monde 2013. Ses résultats sont :
Jeux olympiques
- 6e place aux Jeux olympiques de 2000 à Sydney
- 5e place aux Jeux olympiques de 2004 à Athènes
- Médaillé d'or aux Jeux olympiques de 2008 à Pékin
- Médaillé d'or aux Jeux olympiques de 2012 à Londres

Championnats du monde
- 6e place au Championnat du monde de 1999 en Égypte
- Médaillé d'or au Championnat du monde 2001 en France
- Médaillé de bronze au Championnat du monde 2003 au Portugal
- Médaillé de bronze au Championnat du monde 2005 en Tunisie
- 4e place du Championnat du monde 2007 en Allemagne
- Médaillé d'or au Championnat du monde 2009 en Croatie
- Médaillé d'or au Championnat du monde 2011 en Suède
- 6e place au Championnat du monde 2013 en Espagne

Championnats d'Europe
- 7e place au Championnat d'Europe 1998 en Italie
- 4e place au Championnat d'Europe 2000 en Croatie
- 6e place au Championnat d'Europe 2002 en Suède
- 6e place au Championnat d'Europe 2004 en Slovénie
- Médaille d'or au Championnat d'Europe 2006 en Suisse
- Médaille de bronze au Championnat d'Europe 2008 en Norvège
- Médaille d'or au Championnat d'Europe 2010 en Autriche
- 11e place au Championnat d'Europe 2012 en Serbie

Autres
- Médaillé de bronze au Championnat du monde espoirs en 1997[30]
- Médaillé de bronze aux  Jeux méditerranéens de 2001 en   Tunisie

### Récompenses individuelles
- Élu meilleur défenseur de la Ligue des Champions sur la période 1993-2013[31],[32]
- EHF Handball Award[33] (récompense honorifique décernée aux joueurs ayant remporté les titres majeurs ainsi bien en équipe nationale qu'en club)
- Élu meilleur défenseur du championnat de France : 2002[7] et 2003[8].
- Élu meilleur défenseur du Championnat d'Espagne : 2009, 2010, 2011

## Résultats en tant qu'entraîneur

### Avec l'équipe de France
Entraîneur principal (de 2016 à 2020)
- Médaille d'or au Championnat du monde 2017 en France
- Médaille de bronze au Championnat d'Europe 2018 en Croatie
- Médaille de bronze au Championnat du monde 2019 au Danemark et en Allemagne
- 14e place au Championnat d'Europe 2020 en Norvège, en Suède et en Autriche

Entraîneur-adjoint (de 2013 à 2016)
- Médaille d'or au Championnat d'Europe des -18 ans en 2014 en Pologne
- Médaille d'or au Championnat d'Europe 2014 au Danemark
- Médaille d'or au Championnat du monde 2015 au Qatar
- 5e place au Championnat d'Europe 2016 en Pologne
- Médaille d'argent aux Jeux olympiques de 2016 au Brésil

### Avec l'équipe d'Arabie saoudite
Entraîneur principal (de décembre 2021 à février 2022)
- Médaille de bronze au Championnat d'Asie 2022 en Arabie saoudite

### Récompenses individuelles
- élu meilleur entraîneur de l'année d'une équipe masculine en 2016[16] et en 2018[17] par l'IHF

## Décorations
- 2001 :  Chevalier de l'ordre national du Mérite[34]
- 2008 :  Chevalier de la Légion d'honneur[35]
- 2012 :  Officier de l'ordre national du Mérite[36]